# Otto Julius Zobel
Pour les articles homonymes, voir Zobel.
Otto Julius Zobel (20 octobre 1887 - 11 janvier 1970) était un ingénieur ayant travaillé pour le compte de la société AT&T au début du XXe siècle. Son travail sur les filtres électriques, ainsi que ceux de John R. Carson, ont mené à une importante avancée technologique dans le domaine de la transmission de signaux téléphoniques par le multiplexage fréquentiel (FDM).
Les filtres analogiques conçus par Zobel ont été remplacés par des filtres plus modernes, mais son travail théorique a marqué la théorie des filtres et ses articles sont encore cités au début du XXIe siècle. Zobel a notamment créé les filtres m-dérivés et les filtres à résistance constante, toujours en usage au début du XXIe siècle.
Les travaux de Zobel et de Carson ont permis d'établir la nature du bruit électrique, démontrant, à l'encontre de la conception généralement acceptée à l'époque, qu'il est théoriquement impossible de filtrer complètement le bruit et que, de plus, le bruit est toujours un facteur limitant la quantité d'information pouvant être transmise. Ils ont ainsi pavé la voie aux travaux de Claude Shannon, qui a démontré dans le deuxième théorème de Shannon, que le débit théorique d'information d'un canal de transmission est lié au bruit du canal.